# 네덜란드 공주 이레너
이레너 엠마 엘리자베트(Irene Emma Elisabeth, 1939년 8월 5일 ~ )는 네덜란드의 공주이다. 여왕 율리아나와 리페비스터펠트의 베른하르트의 둘째 딸이다. 네덜란드의 국왕 빌럼알렉산더르의 이모이기도 하다.